# Róaldur Jakobsen
Róaldur Jakobsen (ur. 23 stycznia 1991 roku) – farerski piłkarz, występujący na pozycji pomocnika w klubie piłkarskim B36 Tórshavn oraz w reprezentacji Wysp Owczych.

## Kariera piłkarska
Róaldur Jakobsen jest zawodnikiem B36 Tórshavn od 2007 roku, jednak wystąpił wówczas jedynie w meczu drugiego składu. W pierwszej drużynie zadebiutował 22 marca 2008 w wygranym 1:0 meczu Pucharu Wysp Owczych 2008 przeciwko Skála ÍF. Pierwsze dwie bramki strzelił 25 października tego samego roku w wygranym 2:1 spotkaniu z B68 Toftir, rozegranym w ramach 27. kolejki Formuladeildin 2008. Z klubem zdobył trzykrotnie mistrzostwo archipelagu w latach 2011, 2014 oraz 2015. Występował z nim także w spotkaniach Ligi Europy oraz Ligi Mistrzów. Dotychczas zagrał w 267 spotkaniach, zdobywając czterdzieści cztery bramki.

## Kariera reprezentacyjna
Jakobsen po raz pierwszy reprezentował swój kraj 30 lipca 2007 roku w przegranym 0:6  meczu reprezentacji U-17 przeciwko Norwegii. Później występował w niej jeszcze sześć razy. W kadrze U-19 zadebiutował 2 października 2008 roku, kiedy jego drużyna przegrała z Hiszpanią 0:5. Łącznie wystąpił na tym poziomie wiekowym trzykrotnie. W reprezentacji U-21 po raz pierwszy zagrał 10 września 2008 przeciwko Grecji (0:1), a swojego pierwszego gola zdobył 6 września 2011 w spotkaniu z Serbią (1:5).
W seniorskiej kadrze debiutował 7 września 2014 roku, kiedy jego drużyna przegrała 1:3 z Finlandią. Pierwszego gola zdobył 8 października 2015 roku w przegranym 1:2 spotkaniu przeciwko Węgrom. Dotychczas zagrał w trzech meczach i strzelił jedną bramkę. Był powoływany na mecze kadry w roku 2016, jednak z powodu kontuzji musiał zostać zastąpiony przez Póla Justinussena.

## Sukcesy

### Klubowe
B36 Tórshavn
- Mistrzostwo Wysp Owczych (3x): 2011, 2014, 2015
- Finał Pucharu Wysp Owczych (1x): 2008